# 플런저 필러
플런저 필러(백-필)(영어: Plunger Filler(Vac-Fill))는 만년필에서 플런저 피스톤의 진행방향에 따라 열리고 닫히는 판막이 플런저 필러가 후퇴할때는 열리지만, 빠르게 전진할 때는 벽에 밀착해 플런저가 지나간 자리에 순간적으로 진공을 형성해 이내 만년필 배럴 내부 전체를 진공으로 만들며, 그 진공이 풀리는 순간 잉크를 강하게 빨아들여 한번에 잉크를 채우는 것 또는 그 방식을 말한다. 쉐퍼에서는 백-필이라는 명칭을 사용했다. 배큠 필러라는 명칭도 있지만 파커의 배큐메틱 필러와 햇갈리기 쉬워서 그런지 일반적으론 잘 사용되지 않는 명칭이다. 오토노에서 처음으로 개발되었고 이후 쉐퍼에서도 채용되었다. 고무 쌕을 사용하지 않는 셀프필링 만년필의 특허경쟁이 있기 한참 전에 선보여진 발명품이었다.

## 특징
만년필 배럴 길이의 절반이 충전메커니즘이 차지하게 되는 피스톤 필러와 비교하여, 플런저 필러는 만년필 베럴 전체에 잉크를 담을 수 있는 것이 특징이다. 잉크저장량이 많은 피스톤 필러보다도 두 배 이상의 잉크를 저장할 수 있기 때문에 잉크의 무게만으로 형성되는 압력에 의해 피드에서 잉크가 새어나오는 일이 생기는데, 이 때문에 플런저 필러는 원뿔 모양의 잠금기능을 가지고 있다.
사용할수록 밀폐력이 떨어지고 내부의 코르크가 부식되는 등 단점이 많아서 도태되었다. 플런저 필러는 '만년필의 무덤'이라는 이명을 가지고 있으며, 플런저 필러를 장착한 빈티지 만년필들은 구매의 우선 대상에서 배제되고 있다. 온전한 상태의 것을 구하기 어렵고, 수리도 매우 어렵기 때문이다. 플런저 필러의 경우 순간적으로 빠르게 움직이는 플런저 필러는 플런저 판막과 막대를 감싸는 개스킷, 총 두 개의 밀폐부품을 가지고 있으며, 움직이는 속도가 순간적이고 기압이 1기압에서 진공 사이를 순간적으로 오가기 때문에 밀폐 부품에 가해지는 부담이 상당한 설계이다.

## 플런저 필러를 채용한 만년필
쉐퍼의 백-필 등 많은 만년필이 플런저 필러을 채용하였으며 현재도 파이로트 커스텀 823, 트위스비 vac, 비스콘티 등을 비롯한 일부 브랜드에서 동일한 잉크 주입 원리를 공유하는 플런저 필러 만년필을 일부 생산하고 있다. 